# توم هاغينز
توم هاغينز (6 مارس 1983 في المملكة المتحدة - ) (بالإنجليزية: Tom Huggins)‏ هو لاعب كريكت بريطاني. لعب مع Cambridgeshire County Cricket Club ‏ ونادي مقاطعة نورثامبتونشير للكريكت ‏ وSuffolk County Cricket Club ‏.